# Елюга (приток Вели)
Елюга (Ельга) — река в Вельском районе Архангельской области, левый приток Вели.
Длина — 50 км, площадь водосборного бассейна — 364 км².

## Течение
Река берёт начало в северо-западной части Вельского района. Течёт преимущественно на юг. Самый крупный приток — Екодим. В верховьях река протекает около заброшенного лесопункта Шупариха, после которого ширина русла достигает 10 м. В среднем течении находится Смольянский куст деревень: Гридинская, Никольская, Смольянская, Дымковская. Далее река приобретает глубокую долину, протекает через сформированный ледником ландшафт. У самого устья находятся деревни Никитинская и Исполиновка, посёлок Хозьмино.

## Данные водного реестра
- Бассейновый округ — Двинско-Печорский
- Речной бассейн — Северная Двина
- Речной подбассейн — Северная Двина ниже места слияния Вычегды и Малой Северной Двины
- Водохозяйственный участок — Вага

### Притоки (км от устья)
- 5 км: река Екодим
- 29 км: река Куваш

## Карты
- Лист карты P-37-95,96 Тегрозеро. Масштаб: 1 : 100 000. Указать дату выпуска/состояния местности.
- Лист карты P-37-107,108 посёлок  Усть-Шоноша. Масштаб: 1 : 100 000. Указать дату выпуска/состояния местности.